# Gubernatorzy Hawajów
Gubernator stanu Hawaje (po hawajsku: Ke Kia‘aina o Hawai‘i) jest szefem władzy wykonawczej stanu. Wybierany jest w głosowaniu powszechnym.
Gubernator musi mieć minimum 30 lat i być mieszkańcem stanu od lat pięciu.
Republika Hawajów została włączona do Stanów Zjednoczonych w 1898 roku. Od tego czasu wyspy miały status terytorium. Do Unii zostały włączone jako 50. stan 21 sierpnia 1959 roku.

## Gubernatorzy stanowi
Gubernator stanu Hawaje wybierany jest w głosowaniu powszechnym na 4-letnią kadencję. Od 1978 roku dana osoba może sprawować to stanowisko maksymalnie przez dwie kolejne kadencje.
| Lp. | Imię i nazwisko    | Imię i nazwisko | Od               | Do             | Partia               | Kadencja                                                  | Uwagi                                    |
| --- | ------------------ | --------------- | ---------------- | -------------- | -------------------- | --------------------------------------------------------- | ---------------------------------------- |
| 1   | William F. Quinn   |                 | 21 sierpnia 1959 | 3 grudnia 1962 | Partia Republikańska | 1                                                         | Wybrany w 1959 Przegrał wybory w 1962    |
| 2   | John A. Burns      |                 | 3 grudnia 1962   | 2 grudnia 1974 | Partia Demokratyczna | 2                                                         | Wybrany w 1962                           |
| 2   | John A. Burns      | 3               | 3 grudnia 1962   | 2 grudnia 1974 | Partia Demokratyczna | Reelekcja w 1966                                          |                                          |
| 2   | John A. Burns      | 4               | 3 grudnia 1962   | 2 grudnia 1974 | Partia Demokratyczna | Reelekcja w 1970 Nie ubiegał się o reelekcję w 1974       |                                          |
| 3   | George Ariyoshi    |                 | 2 grudnia 1974   | 1 grudnia 1986 | Partia Demokratyczna | 5                                                         | Wybrany w 1974                           |
| 3   | George Ariyoshi    | 6               | 2 grudnia 1974   | 1 grudnia 1986 | Partia Demokratyczna | Reelekcja w 1978                                          |                                          |
| 3   | George Ariyoshi    | 7               | 2 grudnia 1974   | 1 grudnia 1986 | Partia Demokratyczna | Reelekcja w 1982 Nie mógł ubiegać się o reelekcję w 1986  |                                          |
| 4   | John D. Waihee III |                 | 1 grudnia 1986   | 5 grudnia 1994 | Partia Demokratyczna | 8                                                         | Wybrany w 1986                           |
| 4   | John D. Waihee III | 9               | 1 grudnia 1986   | 5 grudnia 1994 | Partia Demokratyczna | Reelekcja w 1990 Nie mógł ubiegać się o reelekcję w 1994  |                                          |
| 5   | Ben Cayetano       |                 | 5 grudnia 1994   | 2 grudnia 2002 | Partia Demokratyczna | 10                                                        | Wybrany w 1994                           |
| 5   | Ben Cayetano       | 11              | 5 grudnia 1994   | 2 grudnia 2002 | Partia Demokratyczna | Reelekcja w 1998 Nie mógł ubiegać się o reelekcję w 2002  |                                          |
| 6   | Linda Lingle       |                 | 2 grudnia 2002   | 6 grudnia 2010 | Partia Republikańska | 12                                                        | Wybrana w 2002                           |
| 6   | Linda Lingle       | 13              | 2 grudnia 2002   | 6 grudnia 2010 | Partia Republikańska | Reelekcja w 2006 Nie mogła ubiegać się o reelekcję w 2010 |                                          |
| 7   | Neil Abercrombie   |                 | 6 grudnia 2010   | 1 grudnia 2014 | Partia Demokratyczna | 14                                                        | Wybrany w 2010 Przegrał prawybory w 2014 |
| 8   | David Ige          |                 | 1 grudnia 2014   | 5 grudnia 2022 | Partia Demokratyczna | 15                                                        | Wybrany w 2014                           |
| 8   | David Ige          | 16              | 1 grudnia 2014   | 5 grudnia 2022 | Partia Demokratyczna | Reelekcja w 2018 Nie mógł ubiegać się o reelekcję w 2022  |                                          |
| 9   | Josh Green         |                 | 5 grudnia 2022   | nadal          | Partia Demokratyczna | 17                                                        | Wybrany w 2022                           |

## Gubernatorzy terytorialni
Gubernatorzy terytorialni byli mianowani na to stanowisko przez Prezydenta Stanów Zjednoczonych
| Lp. | Imię i nazwisko          | Imię i nazwisko | Od                | Do                |
| --- | ------------------------ | --------------- | ----------------- | ----------------- |
| 1   | Sanford B. Dole          |                 | 14 czerwca 1900   | 23 listopada 1903 |
| 2   | George R. Carter         |                 | 23 listopada 1903 | 15 sierpnia 1907  |
| 3   | Walter F. Frear          |                 | 15 sierpnia 1907  | 30 listopada 1913 |
| 4   | Lucius E. Pinkham        |                 | 30 listopada 1913 | 22 czerwca 1918   |
| 5   | Charles J. McCarthy      |                 | 22 czerwca 1918   | 5 lipca 1921      |
| 6   | Wallace Rider Farrington |                 | 5 lipca 1921      | 6 lipca 1929      |
| 7   | Lawrence M. Judd         |                 | 6 lipca 1929      | 2 marca 1934      |
| 8   | Joseph Poindexter        |                 | 2 marca 1934      | 24 sierpnia 1942  |
| 9   | Ingram Stainback         |                 | 24 sierpnia 1942  | 8 maja 1951       |
| 10  | Oren E. Long             |                 | 8 maja 1951       | 28 lutego 1953    |
| 11  | Samuel Wilder King       |                 | 28 lutego 1953    | 26 lipca 1957     |
| 12  | William F. Quinn         |                 | 26 lipca 1957     | 21 sierpnia 1959  |